# Gilbert Guilleminault
Gilbert Guilleminault, né le 12 janvier 1914 dans le 15e arrondissement de Paris et mort le 10 avril 1990 à La Celle-Saint-Cloud, est un journaliste français.
Il a été rédacteur en chef de Paris-Presse puis de L'Aurore. De 1979 à 1982, il est directeur du Crapouillot.

## Biographie
Après une formation littéraire et universitaire, Gilbert Guilleminault s'engage dans le journalisme. Il est critique dramatique et littéraire et surtout rédacteur en chef de grands quotidiens d'information. Il écrit également ou coordonne la rédaction de nombreux livres sur l'histoire récente : 
- Le Roman vrai de la IIIe et de la IVe République, coll. Bouquins, Robert Laffont  (ISBN 2-221-06714-2)
- Le Roman vrai de la Ve République
- La Déchirure 1961-1962
- La France du Général 1963-1966
- Le Général s'en va 1967-1970, Julliard, Paris, 1982
- La France des gogos. Trois siècles de scandales financiers, chez Fayard 1975  (ISBN 2213003041)

Y figurent notamment : Les Maudits de Cézanne à Utrillo, De Bardot à De Gaulle, Du premier jazz au dernier Tsar, Les Princes des Années folles....
La bibliothèque de ses ouvrages  personnels : romans, biographies, théâtre, et une collection unique de livres d’histoire (8 000 volumes environ) est léguée par ses enfants à la ville de Senlisse dans la vallée de Chevreuse, où la bibliothèque Gilbert Guilleminault les met à la disposition des membres de l'association.
Cette bibliothèque comporte plus précisément :
- 1 500 ouvrages de littérature française, anglo-saxonne, russe...
- de nombreux textes de théâtre ( à la disposition des troupes d'amateurs) ,
- 400 ouvrages critiques,
- 5 250 ouvrages historiques, principalement d'histoire contemporaine.